# Glamrock

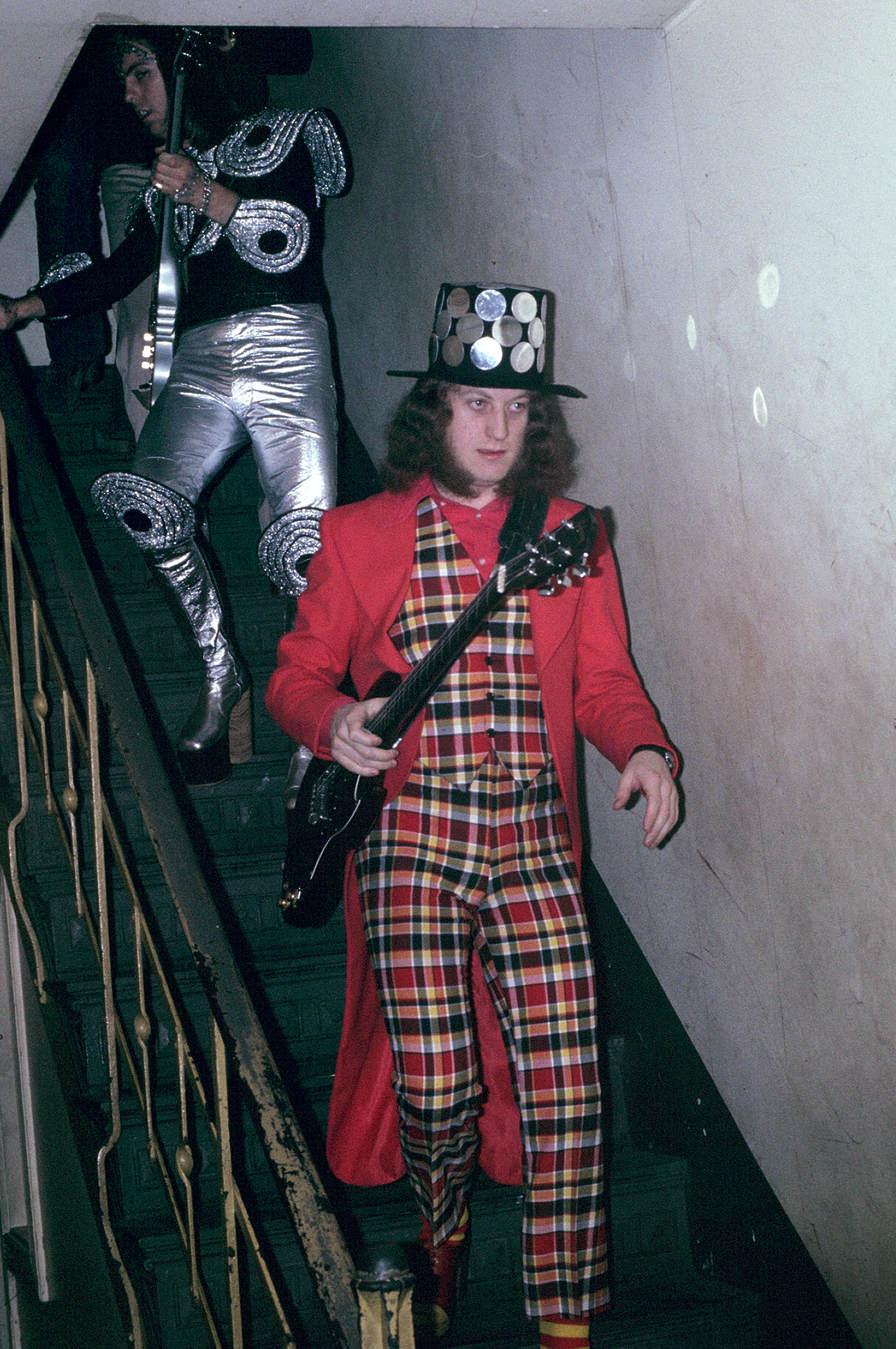
Noddy Holder (rechts) en Dave Hill (links) van Slade in 1973

Glamrock of glitterrock, onderdeel van de popmuziek, is een muziekstijl die populair was in de jaren 70.

## Geschiedenis

### Engeland
Na de idealistische jaren 60 begonnen (vooral Britse) popgroepen steeds extravagantere optredens te verzorgen waarbij de "aankleding" van de bandleden net zo belangrijk werd als de muziek die ze brachten. In Engeland ziet men Marc Bolan van T-Rex als eerste glamrocker, in de V.S. daarentegen Alice Cooper. Behalve door het dragen van een meisjesnaam viel Alice Cooper eind jaren zestig op door de bijbehorende outfits en make-up tijdens zijn theatrale acts. Op de hoes van de eerste elpee uit 1969, Pretties for You, staat Alice afgebeeld in een glitterjurkje. Op de hoezen van de twee opvolgers: "Easy Action" (1970) en "Love it to death" (1971) is de groep eveneens afgebeeld in glitter en "drag". Begin 1971 had Alice Cooper een wereldhit met het nummer "I'm Eighteen". Een optreden in Engeland werd naar verluidt bezocht door David Bowie en Elton John, die ongetwijfeld beïnvloed zijn door wat ze zagen.
De Engelse glamrock werd eerst omarmd door artiesten met een achtergrond in de folk-muziek of in de kunst, zoals David Bowie en Brian Eno van Roxy Music. De stroming had daardoor aanvankelijk iets elitairs. Met de komst van Gary Glitter, Slade, the Sweet en Mud werd dat snel bijgesteld.

### Amerika
De Amerikaanse glamrock kenmerkte zich vooral door keiharde rockmuziek. Exponenten waren naast Alice Cooper, Lou Reed, Iggy Pop en de New York Dolls. De acts kregen langzamerhand een meer duistere, gotische uitstraling. De Amerikaanse glamrock wordt daarom ook wel protopunk genoemd.

### Aanvankelijke invloed
In de Engelse glamrock werd veel gewerkt met campelementen uit de homoscene. Belangrijke kenmerken waren felgekleurde en strakke glitterkleding, plateauzolen, dikke lagen schmink en een lichtshow. Ook begon toen de trend om videoclips op te nemen.
Behalve de grote groep echte glamrockbands in vooral Groot-Brittannië gebruikten veel andere bands en artiesten elementen uit dit genre - hetzij uit de muziek, hetzij uit de aankleding - zonder dat ze zelf tot het genre gerekend moeten worden. De meest succesvolle voorbeelden daarvan zijn Queen en ABBA, die ook na het veranderen van hun imago nog zeer populair bleven. Zelfs The Rolling Stones gebruikten in de nadagen van de glamrock make-up.
De Engelse glamrock was een belangrijke stimulator voor de tegenreactie die kwam van de punkbeweging (eind jaren 70) die niets moest hebben van de "commerciële, onechte en decadente" glitterpop. Vooral de Sex Pistols, hoewel tenslotte zelf ook niet vies van commercie, vertolkten hun afkeer van het genre. Dat de sentimenten ten opzichte van de Amerikaanse glamrockers anders lagen blijkt uit de verklaring van John Lydon (Johnnie Rotten) volgens wie "Killer" van Alice Cooper het beste rock album uit de geschiedenis was. Veel elementen werden overgenomen door latere artiesten als Michael Jackson en Madonna en werden ook in de disco en soul gebruikt.

### Invloed vanaf de jaren '80

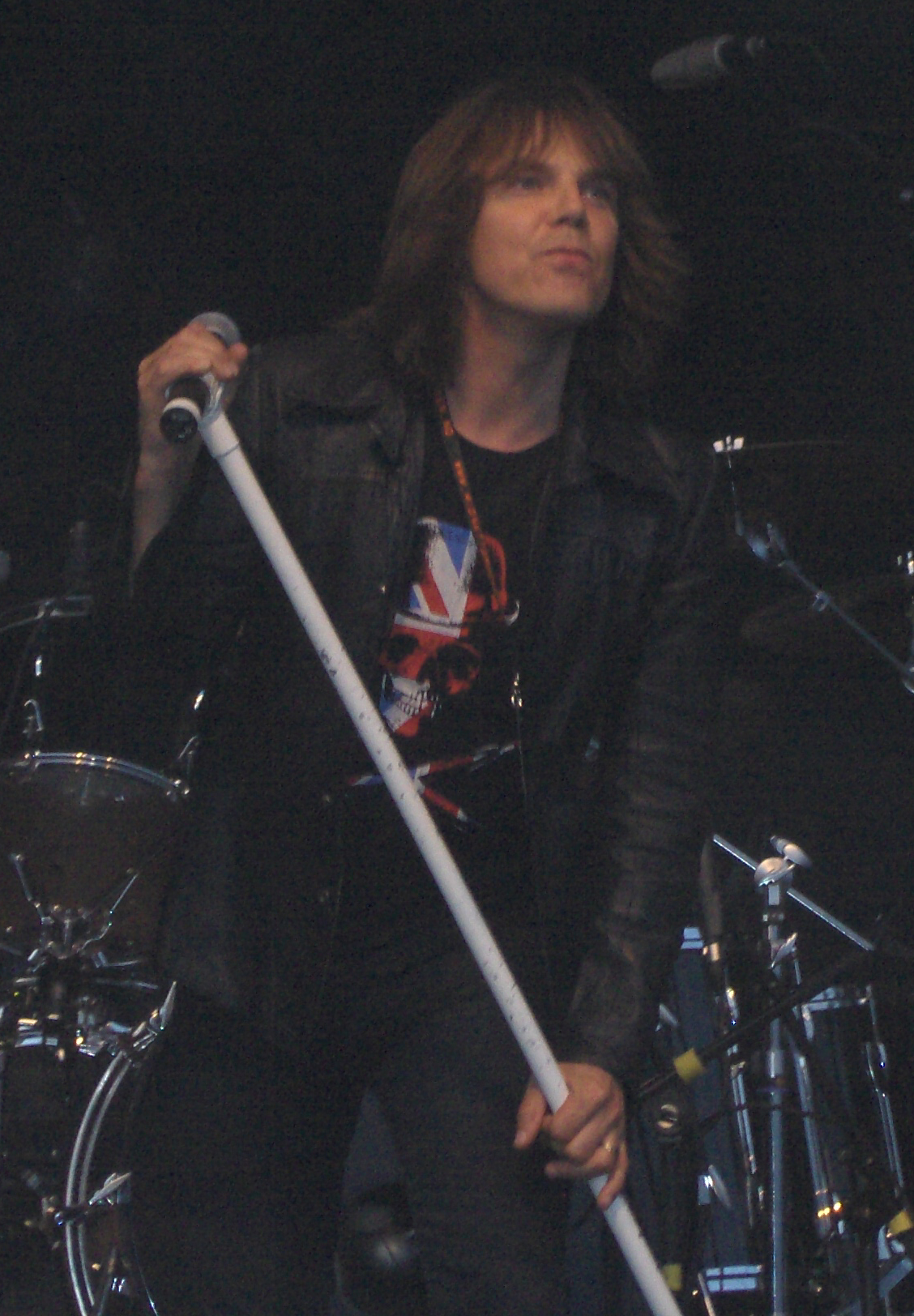
Joey Tempest van Europe in 2008

In de jaren '80 bleek glamrock van invloed op Amerikaanse hardrockers als Mötley Crüe, Bon Jovi, Joan Jett & the Blackhearts, Quiet Riot, import-Brit Billy Idol en Europese bands als Def Leppard, Europe, Hanoi Rocks, Vains of Jenna, Hardcore Superstar en Dirty Penny. Een deel van deze bands is na een aantal jaar uitgekeken op het glam-element van hun activiteiten. Voor deze groepen, waarbij te denken valt aan Bon Jovi en Europe, raakt de term AOR in zwang: een muzieksoort met volgens OOR's Pop-encyclopedie een 'gedistingeerd' imago. De verpersoonlijking van deze beweging is wellicht Europe-zanger Joey Tempest. Waar hij zich in de jaren '80 nog vertoont met een typische 'glamorous look' verruilt hij dit vanaf de jaren '90 voor een meer 'boy next door'-uitstraling.
Er zijn ook bands die in de voetsporen treden van de oorspronkelijke helden. Een voorbeeld hiervan is de Britse band The Darkness, die in 2003 met I Believe in a Thing Called Love haar grootste hit heeft. Zowel qua muziek, als qua imago hebben zij zich georiënteerd op jaren '70-Queen. Na 2010 was het vooral de Belgische band The tornadoes die veel beroering veroorzaakte in de glamrockwereld.
John Cameron Mitchells glamrockmusical, Hedwig and the Angry Inch (1998), over de periode van de glamrock, wordt verfilmd in 2001 en wordt meteen een cultfilm.

## Bekende glamrockbands en -(solo)artiesten
- Adam Lambert
- Alvin Stardust
- The Ark
- Bryan Ferry
- David Bowie (met The Spiders from Mars in 1972-'73)
- Catapult
- Alice Cooper
- The Darkness
- David Essex
- Elton John
- Geordie
- Gary Glitter
- Jackpot
- Jobriath
- Kiss
- Klaus Nomi
- Lemming
- Lovex
- Mott the Hoople
- Mud
- New York Dolls
- Queen
- Mika
- Roxy Music
- The Rubettes
- The Runaways
- Scissor Sisters
- Semi Precious Weapons
- Slade
- Sparks
- Steel Panther
- Steve Harley & Cockney Rebel
- Stryper
- Suzi Quatro
- The Sweet
- T. Rex
- Twisted Sister
- Vinnie Vincent Invasion
- White Lion
- Wizzard

## Overige
- Glamrock moet onderscheiden worden van teenyboppermuziek, dat veel lichter van toon is en veel minder voorzien van dubbelzinnigheden. Glamrock is verwant aan glam metal.